# Алекс Джеймс (футболіст)
А́лекс Джеймс (англ. Alex James; 14 вересня 1901, Моссенд — 1 червня 1953, Лондон) — шотландський футболіст, що грав на позиції нападника.
Алекс Джеймс стояв за успіхами великої команди «Арсеналу» 1930-х років, разом з якою виграв чотири чемпіонські медалі та два Кубки і чотири Суперкубки Англії. Він був знаменитий своїми майстерними передачами і неймовірним контролем м'яча. Основним його завданням було своєчасно доставляти м'яч в лінію атаки. Перед ним за тодішньою схемою гри, грала трійка нападників, яких Джеймс і повинен був виводити на гольові позиції. Тому висока результативність команди була в першу чергу заслугою Алекса. Крім того, гравця відразу впізнавали за його мішкуватими шортами, які він завжди одягав на матчі.
Незважаючи на свою видатну гру за клуб, він виграв лише вісім матчів з національною збірною Шотландії. Тим не менш, в них входить і вихід у матчі за легендарну команду «Чарівників Вемблі», яка розгромила Англію з рахунком 5:1 в 1928 році.

## Клубна кар'єра

### Ранні роки
Алекс народився в Шотландії 14 вересня 1901 року в містечку Моссенд, що в графстві Ланкашир, а виховувався в маленькому місті Беллсгілл. Коли Алекс підріс, він влаштувався на місцевий сталеливарний завод і став поєднувати роботу з виступами за юніорські команди «Белшилл Атлетик», «Брендон Аматорс» та «Орбізон Селтік», а коли йому виповнилося 19, перебрався в «Ешфілд» з Глазго.
У «Ешфілді» Джеймс не загубився, і в сезоні 1922/23 директор «Рейт Роверс», містер Моррісон, вирішив придбати молодого форварда і, варто зауважити, не прогадав. Джеймс разом зі своїм найкращим другом Х'ю Галлахером незабаром завоював право грати в шотландській футбольної лізі і почав свій шлях у професійному футболі. На позиції форварда він зіграв за «Роверс» 100 матчів і зумів відзначитися в них 27 голами.

### «Престон Норт-Енд»
1925 року Алекс підписав контракт з англійським «Престон Норт-Енд», який заплатив за гравця 3 тис. фунтів, де також добре себе зарекомендував. Його 57 м'ячів у 147 іграх змусили тренерів збірної Шотландії закликати Джеймса під прапори національної команди. Відносини Джеймса з «Престоном» вкрай ускладнилися, коли менеджер клубу Алекс Гібсон відмовився відпускати свого футболіста в кінці сезону 1928/29 років в Шотландію на міжнародні ігри. Тоді Джеймс вирішив покинути команду і знайти собі гідне місце роботи з гідним окладом. Менеджер лондонського «Арсенал» Герберт Чепмен випередив усіх мисливців за новою зіркою і одержав підпис Алекса під контрактом. Максимальною заробітною платою футболіста в ті роки були жалюгідні 8 фунтів в тиждень. Щоб обійти ліміт максимальної заробітної плати, Алексу дали роботу демонстратора в лондонському магазині Selfridges, яка оплачувалася в 250 фунтів на рік. До того ж колишній клуб Джеймса «Престон» отримав за перехід гравця 8 750 фунтів.

### «Арсенал»
Чепмен спочатку підписував Джеймса на позицію в півзахисті, хоча той раніше грав лише на вістрі атаки. Чепмен перебував у постійних пошуках ідеальних ігрових зв'язків і тому міняв футболістів на різних позиціях, за що був підданий істотній критиці в пресі. Чепмен був вічним новатором і постійно шукав шляхи модернізації та оновлення британського стилю гри. Не важко здогадатися, що вічні консерватори, англійці, спочатку ставилися до цього скептично.

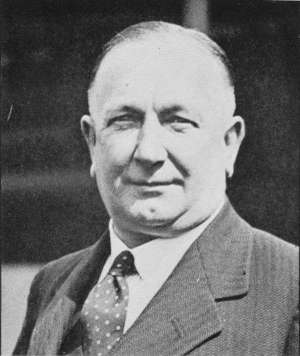
Герберт Чепмен — багаторічний тренер «Арсеналу», який помітив і купив гравця до своєї команди, відкривши шлях Джеймсу до великого футболу.

Дебютувавши 31 серпня проти «Лідс Юнайтед», спочатку Алексу було вкрай важко вписатися в новий колектив, до того ж клас вищого англійського дивізіону був куди вище гри за «Престон». На новобранця переклали обов'язок забезпечувати форвардів гольовими передачами. Джеймс, який завжди грав номінального нападника, в перших іграх виглядав просто жахливо. Однак у грудні, після придбання «Арсеналом» Кліффа Бастіна, Алекс Джеймс нарешті знайшов себе в новій команді, і механізм великої команди Чепмена запрацював на повну котушку.
Концепція тактичної моделі Герберта Чепмена передбачала моторного і творчого футболіста, яким став Джеймс, що був зобов'язаний забезпечити зв'язок між обороною команди і двома найшвидшими вінгерами ліги — Бастіном і Халмом. Тим не менш, акліматизація Джеймса в новій ролі проходила досить повільно. Сезон 1929/30 почався для шотландця дуже невиразно, і виправдати покладені надії ніяк не вдавалося. Однак наприкінці свого дебютного сезону на «Хайбері» Алексу вдалося забити гол у фіналі Кубка Англії, який приніс «Арсеналу» перший трофей в історії клубу і ознаменував собою початок нової ери в англійському футболі — ери «Арсеналу» Герберта Чепмена.
Фінал того кубка був одним з поворотних моментів в історії англійського футболу. Арсеналу, який досі не виграв нічого, належало битися з колишньою командою Чепмена — «Гаддерсфілд Таун», яка була флагманом британського футболу в післявоєнний час. «Гаддерсфілд» тричі поспіль вигравав золото чемпіонату і стільки ж разів виходив у фінал кубка країни, маючи у своєму складі кількох гравців збірної Англії. На 15-й хвилині матчу на Джеймсі грубо порушили правила, і «каноніри» отримали право на штрафний удар. Перед грою в клубному автобусі по дорозі на «Вемблі» Джеймс і Бастін домовилися при вдалому збігу обставин провести свою домашню заготовку, і цей штрафний як раз і став тим вдалим випадком. Джеймс відпасував на фланг Баствну, а той віддав передачу назад на набігаючого Алекса, який технічно зовнішньою стороною стопи відправив м'яч «за комірець» голкіперу Х'ю Тернеру. Отримавши перевагу в один м'яч, «Арсенал» був змушений під тиском суперника відійти в оборону, що абсолютно суперечило манері гри команди 30-х. «Гаддерсфілд» неухильно продовжував атакувати. Протягом всього матчу «Арсенал» відсиджувався в захисті, однак за 7 хвилин до фінального свистка Джеймс несподівано перехопив м'яч на своїй половині поля і видав блискучий пас через метрів 50 на хід Джеку Ламберту, який і встановив на табло «Вемблі» остаточний рахунок — 2:0 на користь «Арсеналу». Після матчу одна з газет вийшла з написом «James's Joy Day» на першій шпальті. В той день Алекс став тріумфатором всіх британських таблоїдів.
Після того великого для «Арсеналу» досягнення Джеймс не тільки став одним з провідних виконавців команди, але і завоював довгоочікуване визнання преси, уболівальників і фахівців. Тріумф в чемпіонаті країни на наступний сезон був досягнутий тією ж командою, що перемогла роком раніше у фіналі кубка країни. Але все ж була одна відмінність — та команда увійшла в історію футболу, як класична модель «дубль W», ключовою ланкою якої був Алекс Джеймс. У сезоні 1930/31 років «Арсенал» програв всього 4 поєдинки, здобувши перемоги в 28 грах при 127 забитих м'ячах. Одним з головних суперників «канонірів» у боротьбі за чемпіонський титул в тому сезоні був «Шеффілд Венсдей», який прагнув стати найкращим в Англії в третій раз у своїй історії. Однак «Шеффілд» завершив сезон лише третім, поступившись «Арсеналу» 14 очок.
Причиною вдалої гри «канонірів» стала революційна схема 3-2-2-3, яка була надзвичайно гнучка і мобільна, що дозволяло Чепмену перебудовувати тактику гри команди по ходу матчу. Джеймс, безсумнівно, був головною ланкою того механізму. У тому сезоні Джеймс зіграв у всіх поєдинках, а взагалі з серпня 1930 року по травень 1937 року Алекс провів 200 матчів і був на стороні, яка програла, всього 36 разів. І хоча його середня результативність становить всього 1 м'яч в 10 іграх, цей показник не може служити базовим фактором для оцінки гри хавбека в 30-ті роки. У той час левову частину м'ячів «Арсеналу» забивали форварди і вінгери. Джо Гардінг у своїй книзі, присвяченій Алексу Джеймсу, простежив такий зв'язок: чим більше матчів грав Джеймс в сезоні, тим більше забивали «каноніри».
І хоча за 30-ті роки «Арсенал» змінив багатьох гравців, позиції Джеймса в команді залишалися непорушними. Алекс зіграв 40 матчів у чемпіонському сезоні 1932/33, 22 в сезоні 1933/34 і 30 в тріумфальному сезоні 1934/35 років, коли «каноніри» зробили золотий хет-трик, завоювавши чемпіонський титул в третій раз поспіль. До всього цього Джеймс додав медаль володаря Кубка Англії 1936 року, в фіналі якого, проти «Шеффілд Юнайтед», він був капітаном. Фінал же 1932 року Алекс пропустив — «Арсенал» зазнав поразки від «Ньюкасл Юнайтед» (1:2).
Незважаючи на вдалі результати, Джеймс постійно перебував у суперечності з Чепменом, і ці суперечки між провідними людьми клубу привносили в гру команди певний розбрат. Одного разу в міжсезоння 1933/34 Джеймс навіть оголосив страйк, але раптова трагедія перервала ворожнечу — Герберт Чепмен несподівано помер. На його місце прийшов Еллісон, і з купівлею гравця лівого флангу Вілфа Коппінга кар'єра Джеймса знову пішла на підйом.
В 1937 році Алекс Джеймс вирішив завершити кар'єру професійного футболіста. У загальній складності, Джеймс провів за «Арсенал» 261 гру і забив 27 м'ячів.

## Виступи за збірну
31 жовтня 1925 року дебютував в офіційних матчах у складі національної збірної Шотландії в грі проти збірної Уельсу.
1928 року у легендарному матчі на «Вемблі», коли родоначальники футболу були розгромлені шотландцями з нищівним рахунком 5:1, Алекс відзначився дублем і був помічений Гербертом Чепменом, який перебував у пошуках виконавців для своєї команди.
Протягом кар'єри у національній команді, яка тривала 8 років, провів у формі головної команди країни лише 8 матчів, забивши 3 голи.

## Подальші роки
З 30 червня по 11 серпня 1939 року Джеймс шість тижнів був у Польщі на запрошення Польського футбольного союзу. Там він допомагав польському тренеру Юзефу Калужі і гравцям національної збірної, навчаючи їх сучасній тактиці. Крім цього він зіграв в декількох показових, товариських матчах, на які збиралися цілі стадіони, щоб на власні очі побачити легендарного гравця.
Під час Другої світової війни він служив у Королівській артилерії, а після війни став журналістом. У 1949 році він був запрошений назад в клуб як тренер молоді, але 1 червня 1953 року Алекс раптово помер від раку у віці 51 року в Лондоні.
У 2005 році Алекс був включений в зал футбольної слави Англії.

## Досягнення
- Чемпіон Англії (4): 1930-31, 1932-33, 1933-34, 1934-35
- Володар Кубка Англії (2): 1929-30, 1935-36
- Володар Суперкубка Англії (4): 1930, 1931, 1933, 1934

## Цікаві факти
- Алекс був відомий на всю Британію своїми смішними мішкуватими шортами. Невідомо, з чим це пов'язано, можливо Алексу просто подобався такий стиль. Існують і інші версії: одного разу перед грою з «Престоном» кореспондент «Дейлі Мейл» Том Вебстер намалював на Алекса мультиплікаційну карикатуру, на якій зобразив «каноніра» у величезних шортах нижче колін. Після цієї події Джеймс вирішив відповідати своєму образу і з тих пір завжди носив мішкуваті шорти, які досягали рівня його гетр[7]. За іншою версією він хворів на ревматизм і тому носив «мішкуваті» шорти, щоб приховати кальсони[8]. В будь-якому випадку це стало візитівкою Джеймса, якого через це легко впізнавала публіка і коментатори.
- Джеймс був справжньою зіркою в своєму колишньому селищі, лідером газетних заголовків Лондона і одним з найбільш шанованих жителів столиці. Він навіть мав власні регулярні газетні колонки.
- Джеймс був постійним гостем на всіх лондонських вечірках, відвідуючи найпопулярніші нічні клуби в такі години, як він сам висловився, «коли кожен футболіст повинен міцно спати у своєму ліжку».
- Крім футболу, Алекс Джеймс домігся великого успіху і на терені моди. Через свою шалену популярність він став одним із законодавців столичної моди. Алекс, на відміну від інших футболістів свого часу, любив носити шовкові сорочки і костюми, зшиті його улюбленим кравцем.